# Каллас (коммуна)
Калла́с (фр. Callas) — коммуна на юго-востоке Франции в регионе Прованс — Альпы — Лазурный берег, департамент Вар, округ Драгиньян, кантон Флейоск.
Площадь коммуны — 49,26 км², население — 1713 человек (2006) с выраженной тенденцией к росту: 1829 человек (2012), плотность населения — 37,0 чел/км².

## Население
Население коммуны в 2011 году составляло — 1823 человека, а в 2012 году — 1829 человек.
| 1962 | 1968 | 1975 | 1982 | 1990 | 1999 | 2006 | 2007 | 2011 | 2012 |
| ---- | ---- | ---- | ---- | ---- | ---- | ---- | ---- | ---- | ---- |
| 538  | 608  | 708  | 945  | 1276 | 1388 | 1713 | 1759 | 1823 | 1829 |

Динамика населения:

## Экономика
В 2010 году из 1088 человек трудоспособного возраста (от 15 до 64 лет) 802 были экономически активными, 286 — неактивными (показатель активности 73,7 %, в 1999 году — 61,3 %). Из 802 активных трудоспособных жителей работали 685 человек (365 мужчин и 320 женщин), 117 числились безработными (50 мужчин и 67 женщин). Среди 286 трудоспособных неактивных граждан 81 были учениками либо студентами, 97 — пенсионерами, а ещё 108 — были неактивны в силу других причин.
На протяжении 2010 года в коммуне числилось 792 облагаемых налогом домохозяйства, в которых проживало 1740,5 человек. При этом медиана доходов составила 17 тысяч 544 евро на одного налогоплательщика.

## Достопримечательности (фотогалерея)

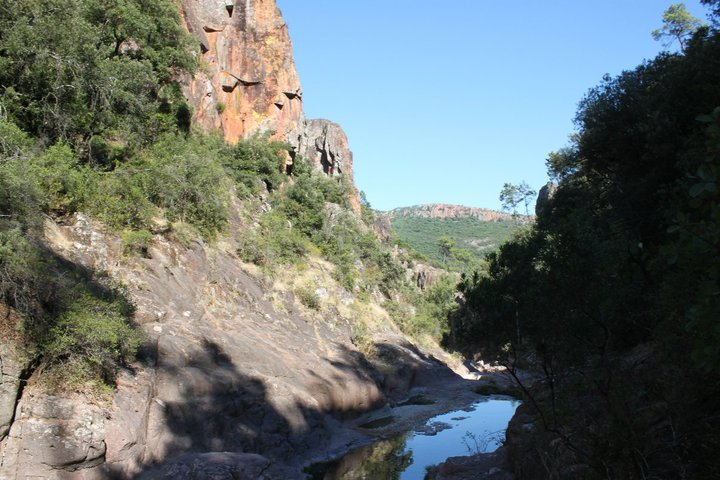
Ущелье Пеннафорт
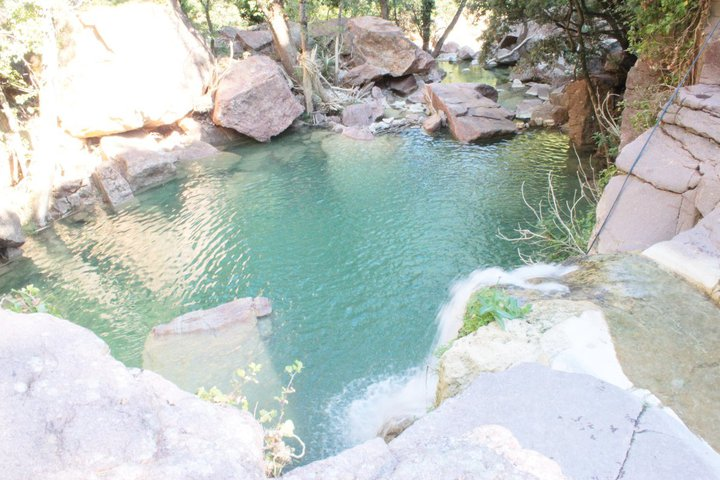
Озеро в ущелье Пеннафорт